# قلعة منيع (كوه بنج)
قلعة منيع (بالفارسية: قلعه منیع) هي قرية تقع في إيران في البلدة المركزية.